# ایست همپتون نورت (نیویورک)
ایست همپتون نورت (به انگلیسی: East Hampton North) یک منطقهٔ مسکونی در ایالات متحده آمریکا است که در شهرستان سافک، نیویورک واقع شده‌است. ایست همپتون نورت ۱۴٫۶ کیلومتر مربع مساحت و ۴٬۱۴۲ نفر جمعیت دارد.